# El habitante
El habitante és una pel·lícula de terror mexicana dirigida per l'uruguaià Guillermo Amoedo i protagonitzada per la colombiana Vanesa Restrepo i la mexicana Gabriela de la Garza. Fou estrenada dins de la secció oficial del L Festival Internacional de Cinema Fantàstic de Catalunya el 7 d'octubre de 2017.

## Sinopsi
El Papa ha mort. La mateixa nit, tres germanes (Maria, Camila i Ana) s'infiltren a la vil·la del senador mexicà José Sánchez-Lermontov per tal de robar els diners obtinguts dels suborns aprofitant la manca de servents i de guàrdies. Trobant una caixa forta buida, lliguen el senador i la seva dona Angèlica i comencen a escorcollar la casa. Al soterrani, des d'on se sent un soroll sospitós, els criminals troben Tamara, la filla paralitzada del senador. Està inconscient i lligada al llit, sembla que ha estat torturada. Les lladres decideixen salvar Tamara, portant-la amb elles, sense suposar que, compadint-la i alliberant-la dels vincles, alliberaran el dimoni mateix. Tamara, utilitzant poders sobrenaturals, explica el passat de les tres germanes, marcades per la violència del seu pare i la traïció entre elles. Ella convenç una de les germanes de penjar-se i l'altra per xocar contra un camió. Abans havia conduït el seu germà Diego al suïcidi, perquè el seu pare va convocar el diable a Tamara. José Sánchez-Lermontov va convidar molts sacerdots, però això no va ajudar a expulsar el dimoni. Va convidar un cardenal de Roma per fer l'exorcisme. José interromp l'exorcisme, però Angèlica dispara al seu marit i es dispara a si mateixa. El cardenal Pedro Natal i Maria van acabar la cerimònia i van expulsar el dimoni de Tamara. Pedro Natal és elegit papa i es mostra a la televisió, però Maria pensa que està posseït pel diable.

## Repartiment
- María Evoli ... 	Maria
- Vanesa Restrepo... 	Camila
- Carla Adell ... 	Ana
- Gabriela de la Garza... Angélica
- Flavio Medina... José Sánchez-Lermontov
- Fernando Becerril 	... 	Cardenal Pedro Natale
- Natasha Cubria ... 	Tamara Sánchez-Lermontov
- Arnoldo Picazzo ... 	Pare

## Estrena
Després de l'estrena al L Festival Internacional de Cinema Fantàstic de Catalunya, l'1 de febrer de 2018 fou exhibida fora de competició al Festival International du Film Fantastique de Gérardmer i el 8 d'abril de 2018 al Festival Internacional de Cinema Fantàstic de Brussel·les (BIFF). Finalment es va estrenar als cinemes mexicans el 15 de juny de 2018

## Crítiques
| «                               | "Malgrat les seves bones intencions, 'El habitante' no pot escapar de la coneguda i ja visitada història de possessió demoníaca que hem vist centenars de vegades. (...) Puntuació: ★★★ (sobre 6)" | » |
| — Alejandro Sosa: Cine Premiere | |   |

| «                                           | "La pel·lícula per moments desenvolupa atmosferes inquietants i aconsegueix alguns sobresalts. (...) És clar que 'El habitante' és una proposta mexicana de gènere fallida, però que almenys és bastant entretinguda." | » |
| — Jesús Chavarría: Diari La Razón de México | |   |

| «                              | "Una cinta d'horror que et deixarà més reflexions que esglais. És possible que, després de veure-la, el seu leit motiv i temes t'acompanyin fidelment a l'hora de trobar-te amb el teu coixí." | » |
| — Anaid Ramírez: Empire México | |   |